# مکن‌هایم (راینلاند-فالتس)
مکنهایم (به آلمانی: Meckenheim) یک شهر در آلمان است که در باد دورکهایم واقع شده‌است. مکنهایم ۳٬۳۵۷ نفر جمعیت دارد.